# 符禮修
符禮修，MBE（又名傅利沙），蘇格蘭人，前香港政府官員。1928年，加入香港警察隊。1941年香港淪陷後，曾被日軍送到赤柱拘留營。戰後復職。符禮修熱愛足球，曾兼任警察足球隊教練。官至新界高級警司、警務處偵緝處長。從警隊退休後，獲委任為元朗理民官，並擔任元朗區體育會會長。1962年退休，由鍾逸傑接任元朗理民官。1964年至1965年任香港足球總會主席。其後移居澳洲，並曾任澳洲「波路體育會」會長。
元朗禮修村及屯門符禮修路以他命名。